# 扎斯塔夫齊 (莫納斯特里斯卡區)
49°9′56″N 25°8′35″E / 49.16556°N 25.14306°E
扎斯塔夫齊（烏克蘭語：Заставці）是位於烏克蘭西部特諾皮爾州裏喬爾特基夫區的村莊，始建於1478年，面積2.53平方公里，2001年人口1,478，人口密度每平方公里154.4人。